# Fethi Haddaoui
Fethi Haddaoui  (født 9. december 1961 i Tunesien, død 12. december 2024) (arabisk: فتحي الهداوي) , var en tunisisk skuespiller og producent.